# Mitre Peak (Karakorum)
Der Mitre Peak ist ein 6010 m (nach anderen Quellen 6025 m) hoher Berg im zentralen Karakorum in Pakistan. 
Er liegt auf der Südseite des Baltorogletschers direkt am Concordiaplatz, dem Ort, an dem sich der von Süden kommende Obere Baltorogletscher mit dem vom nördlich gelegenen K2 kommenden Godwin-Austen-Gletscher zum Baltorogletscher vereinigt. Dem Mitre Peak gegenüber liegen die Berge der Gasherbrum-Gruppe, die unter anderem aus zwei Achttausendern besteht.
Trotz seiner – im Vergleich zu seinen Nachbarn – relativ geringen Höhe hat der Mitre Peak beim Anmarsch vom Baltorogletscher aus gesehen eine „majestätische“ Gestalt, die einer Mitra (engl. Mitre) ähnelt.

## Besteigungsgeschichte
Über die Erstbesteigung des Mitre Peak gibt es verschiedene Angaben. Viele Besteigungsversuche wurden ohne Genehmigung durchgeführt. Die Solobesteigung durch den Franzosen Ivan Ghirardini am 2. Juni 1980 gilt jedoch als sicher.

## Andere Berge gleichen Namens
- Am Milford Sound/Piopiotahi in Neuseeland liegt der 1692 m hohe Mitre Peak.
- Im Dachsteingebirge in Österreich liegt die 2458 m hohe Bischofsmütze.